# Android
Android ([ˈandrɔɪd]; от греч. ἀνήρ, род. п. ἀνδρός — человек, мужчина + суффикс -oid - человекоподобный робот ; «Андро́ид») — операционная система для смартфонов, планшетов, электронных книг, цифровых проигрывателей, наручных часов, фитнес-браслетов, игровых приставок, ноутбуков, нетбуков, смартбуков, очков Google Glass, телевизоров, проекторов и других устройств (в 2015 году появилась поддержка автомобильных развлекательных систем и бытовых роботов).
Изначально разрабатывалась компанией Android, Inc., которую затем приобрела Google. Основана на ядре Linux и собственной реализации виртуальной машины Java компании Google. Впоследствии Google инициировала создание альянса Open Handset Alliance, который занимается поддержкой и дальнейшим развитием платформы.
Android позволяет запускать Java-приложения, управляющие устройством через разработанные Google библиотеки. Android Native Development Kit позволяет портировать библиотеки и компоненты приложений, написанные на языке программирования Си и других языках.
В 86 % смартфонов, проданных во всём мире во втором квартале 2014 года, была установлена операционная система Android. На конференции разработчиков в мае 2017 года Google объявила, что за всю историю Android было активировано более 2 млрд Android-устройств. Согласно данным платформы StatCounter, по состоянию на ноябрь 2024 года, во всем мире доля Android на рынке составляла 72 % среди пользователей смартфонов.

## История
До приобретения фирмой Google Android Inc. планировала использовать свою операционную систему для установки на цифровые камеры для соединения их с компьютерами.
Android Inc. была основана в Пало-Альто, штат Калифорния, в октябре 2003 года Энди Рубином (основатель), Ричем Майнером (сооснователь), Ником Сирсом и Крисом Уайтом. Рубин описал проект Android как обладающий «огромным потенциалом в разработке более умных мобильных устройств, которые лучше осведомлены о местонахождении и предпочтениях своего владельца». Первоначальные намерения компании заключались в разработке передовой операционной системы для цифровых камер, и это было основой ее предложения инвесторам в апреле 2004 года. Затем компания решила, что рынок камер недостаточно велик для достижения её целей, и пять месяцев спустя она представила Android как операционную систему для мобильных телефонов, которая будет конкурировать с Symbian и Microsoft Windows Mobile.
У Рубина возникли трудности с привлечением инвесторов на раннем этапе, а Android столкнулись с выселением из офиса. Стив Перлман, близкий друг Рубина, принес ему 10 000 долларов наличными в конверте и вскоре после этого перевел нераскрытую сумму в качестве начального финансирования. Перлман отказался от доли в компании и заявил: «Я сделал это, потому что верил в это и хотел помочь Энди».
В 2005 году Рубин пытался договориться о сделках с Samsung и HTC. Вскоре после этого Google приобрела компанию в июле того же года за 130 миллионов долларов; Ключевые сотрудники Android, в том числе Рубин, Майнер, Сирс и Уайт, присоединились к Google в рамках приобретения. В то время об Android Inc. было известно немногое, поскольку компания предоставляла мало подробностей, кроме того, что она создавала программное обеспечение для мобильных телефонов. В Google команда под руководством Рубина разработала платформу для мобильных устройств на базе ядра Linux. Google продавала платформу производителям мобильных телефонов и операторам связи, обещая предоставить гибкую, обновляемую систему. Google «нашёл ряд партнеров по аппаратным компонентам и программному обеспечению и дал понять операторам связи, что открыт для различных видов сотрудничества».
Слухи о намерении Google выйти на рынок мобильной связи продолжали плодиться до декабря 2006 года. Ранний прототип был очень похож на телефон BlackBerry, без сенсорного экрана и с физической QWERTY-клавиатурой, но появление Apple iPhone в 2007 году означало, что Android «пришлось вернуть к чертежной доске». Позже Google изменил свои документы спецификации Android, заявив, что «сенсорные экраны будут поддерживаться», хотя «продукт был разработан с учетом наличия отдельных физических кнопок в качестве предположения, поэтому сенсорный экран не может полностью заменить физические кнопки». К 2008 году и Nokia, и BlackBerry анонсировали смартфоны с сенсорными экранами, чтобы конкурировать с iPhone 3G, и в конечном итоге фокус Android сместился на сенсорные экраны. Первым коммерчески доступным смартфоном под управлением Android стал HTC Dream, также известный как T-Mobile G1, анонсированный 23 сентября 2008 г.

### Приобретение Android, Inc. и открытие платформы
11 июля 2005 года корпорация Google купила компанию Android, Inc. за 130 миллионов долларов.
5 ноября 2007 года компания официально объявила о создании Open Handset Alliance (OHA) и анонсировала открытую мобильную платформу Android, а 12 ноября 2007 года альянс представил первую версию пакета для разработчиков Android «Early Look» SDK (известную также как Android SDK m3-rc20a) и эмулятор Android.

### Наименование версий
Кодовое имя каждой версии операционной системы Android ранее представляло собой название какого-либо десерта (это справедливо для версий с 1.5 по 9). Первые буквы наименований в порядке версий соответствуют буквам латинского алфавита: 1.5 Cupcake («кекс»), 1.6 Donut («пончик»), 2.0/2.1 Eclair («эклер»), 2.2 Froyo (обозначение десерта «замороженный йогурт» — от англ. frozen yogurt), 2.3 Gingerbread («имбирный пряник»), 3.0 Honeycomb («пчелиные соты»), 4.0 Ice Cream Sandwich («мороженое в вафлях», в виде брикета), 4.1/4.2/4.3 Jelly Bean («желейные бобы» — вид конфет), 4.4 KitKat (в честь одноимённого бренда шоколадных батончиков), 5.0/5.1 Lollipop («леденец на палочке»), 6.0 Marshmallow («маршмэллоу»), 7.0 Nougat («нуга»), 8.0 Oreo (печенье «Oreo»), 9.0 Pie («пирог»). 10.0 Queen cake/Quince tart («Айвовый пирог»),
11.0 Red velvet cake («торт «красный бархат»), 12.0 snow cone (« щербет «сно-кон»), 13.0 Tiramisu (« десерт «тирамису»), 14.0 upside-down cake («перевёрнутый торт»),
15.0 Vanilla ice cream («ванильное мороженое»)
16.0 Baklava («пахлава»).

### Версия 1.0, первое устройство

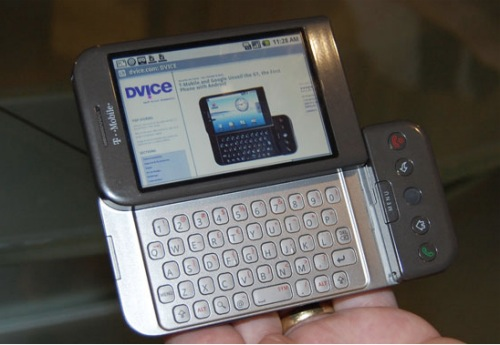
HTC Dream или T-Mobile G1 — первое устройство с Андроидом (2008 год)

23 сентября 2008 года официально вышла версия 1.0 (до этого были неофициальные 0.5, 0.6 и 0.9 версии в виде эмулятора) операционной системы, а также первый полноценный пакет разработчика SDK 1.0, Release 1 и к октябрю 2008 версия 1.0 уже дебютировала на настоящем аппарате T-Mobile G1 (также известном как HTC Dream). С момента выхода первой версии платформы произошло несколько обновлений системы. Эти обновления, как правило, касаются исправления обнаруженных ошибок и добавления новой функциональности в систему.
В 2009 году было представлено целых четыре обновления платформы. Так, в феврале вышла версия 1.1, но с исправлением различных ошибок. В апреле и сентябре вышли ещё два обновления — 1.5 «Cupcake» («кекс») и 1.6 «Donut» («пончик»), соответственно. Обновление «Cupcake» привнесло существенные изменения: виртуальная клавиатура, воспроизведение и запись видео, браузер и другие. В «Donut» впервые появились поддержка различных разрешений и плотности экрана и сетей CDMA. В октябре того же года вышла версия операционной системы Android 2.0 «Eclair» («эклер») с поддержкой нескольких аккаунтов Google, поддержкой браузером языка HTML5 и других нововведений, а также после небольшого обновления в пределах версии «Eclair» (2) появились «живые обои» и был видоизменён экран блокировки.

### Ранние версии
В середине 2010 года Google представила Android версии 2.2 под наименованием «Froyo» («замороженный йогурт»), а в конце 2010 года — Android 2.3 «Gingerbread» («имбирный пряник»). После обновления «Froyo» стало возможно использовать смартфон в качестве точки доступа, использовать традиционную блокировку смартфона цифровым или буквенно-цифровым паролем и другие изменения, а обновление «Gingerbread» привнесло более полный контроль над функцией копирования и вставки, улучшение управления питанием и контроля над приложениями, поддержку нескольких камер на устройстве и т. д.
22 февраля 2011 года была официально представлена ориентированная на интернет-планшеты платформа Android 3.0 «Honeycomb» («пчелиные соты»). Исходный код этой версии так и не был открыт компанией Google в связи с опасениями портирования её на смартфоны, для которых она не была предназначена.

### Версия 4.0 — слияние платформ для планшетов и смартфонов
Android 4.0 «Ice Cream Sandwich» («Мороженое сэндвич»), вышедшая 19 октября 2011 года, — первая универсальная платформа, которая предназначена как для планшетов, так и для смартфонов. Также обновление принесло новый интерфейс «Holo», который использовался до Android 4.4.4 KitKat.
В июне 2012 вышло обновление под названием «Jelly Bean» (желейная конфета) с порядковым номером 4.1, который сменился на 4.2 вследствие небольшого обновления в конце октября того же года и на 4.3 после обновления в июле 2013.
31 октября 2013 года Google представила следующую версию операционной системы Android 4.4, которая получила название шоколадного батончика «KitKat» по соглашению с компанией-производителем Nestlé. Впервые KitKat появился на Nexus 5; эта версия Android оптимизирована для работы на более широком наборе устройств, имеющих 512 МБ ОЗУ и экран с разрешением 800x480 пикс. в качестве рекомендуемого минимума. Также, в качестве тестовой опции, в настройках разработчика стала доступна виртуальная машина ART.
25 июня 2014 Google представили Android L, доступный для разработчиков, пользователей смартфонов Nexus, а также некоторых других смартфонов.

### Новая виртуальная машина Java, Android 5.0
15 октября 2014 года была официально анонсирована Android 5.0 Lollipop (леденец). Главные обновления системы — новый дизайн Material Design и полный переход к виртуальной машине ART. Также, если на Android-устройстве установлен пароль или графический ключ и если поблизости находятся часы хозяина устройства с Android Wear, то устройство автоматически разблокируется.

### Среда разработки от Google, автомобили и телевизоры
9 декабря 2014 года Google заменила официальную среду разработки, основанную на Eclipse (adt-bundle), на Android Studio.
В 2015 году была анонсирована операционная система для носимых устройств Android Wear (позже Wear OS). Также на Google IO были представлены версии Android Auto (для автомобилей) и Android TV (для телевизоров), таким образом Android перестал быть операционной системой только для мобильных устройств.
29 мая 2015 года Google представила Android M. По словам Google, главная цель новой операционной системы — улучшить пользовательский опыт общения со смартфоном, сделать взаимодействие интуитивнее и проще. 17 августа 2015 официально стало известно, что эта версия получила название Android 6.0 Marshmallow(зефир).
19 мая 2016 года на конференции разработчиков Google I/O была представлена Android N, а 1 июля Google официально объявила название этой версии Android — Android 7.0 Nougat. Рассылка финальной версии операционной системы стартовала 22 августа 2016 года. Поддерживаемые устройства: Huawei Nexus 6P, LG Nexus 5X, Motorola Nexus 6, HTC Nexus 9, ASUS Nexus Player, Google Pixel C и General Mobile 4G.
В марте 2017 года был представлен Android O для разработчиков. Пользовательская версия была выпущена 21 августа 2017 года как 8.0.0 Oreo.
5 декабря 2017 года была выпущена стабильная сборка Android Oreo 8.1.0
7 марта 2018 года Google выпустила Android P DP1, а первая бета-версия вышла 8 мая 2018 года. Помимо Pixel 3 и 3 XL, также бета-версию получили Sony Xperia XZ2, Nokia 7 Plus, Xiaomi Mi MIX 2s, Vivo X21, Oppo R15 Pro, Essential Phone, OnePlus 6. Рассылка релизной версии Android 9 Pie началась 6 августа 2018 года.

### Android 10 — конец десертных названий
13 марта 2019 года Google начала открытое бета-тестирование ОС Android Q Beta 1, которая уже доступна для смартфонов Pixel всех поколений. Всего компания собирается выпустить 6 бета-версий ОС. 3 апреля 2019 года вышла Android Q Beta 2, которая появилась в виде GSI-образов, кроме образов для смартфонов Pixel. С их помощью разработчики любого устройства, поддерживающего Project Treble, смогут поставить эту версию ОС для ознакомления и тестирования своих программ. Также Google начала тестирование жестов, похожих на жесты с iPhone X, ответы в мессенджерах в всплывающих окнах, не заходя в само приложение, управление воспроизведением мультимедиа в шторке и новое управление громкостью.
3 сентября 2019 года Google выпустила стабильную версию Android 10 для смартфонов семейства Pixel.

### Android 11
19 февраля 2020 года Google выпустила developer-preview-версию Android 11 для смартфонов семейства Pixel (за исключением смартфонов Pixel 1-го поколения). Стабильная версия Android 11 вышла 8 сентября 2020 года.

### Android 12
18 февраля 2021 года Google выпустила Android 12 Developer Preview для Pixel 3 и новее. Стабильная версия Android 12 вышла 4 октября 2021 года. Дизайн был сменён на Material You. 7 марта 2022 года вышла версия Android 12.1 под кодовым названием Android 12L.

### Android 13 — и снова десертное название
10 февраля 2022 года Google выпустила Android 13 Developer Preview 1 для Pixel 4 и новее. Android 13 получило кодовое название Tiramisu, в честь десерта Тирамису (версии Android с 10-й по 12-ю не имели десертных наименований). Стабильная версия Android 13 вышла 15 августа 2022 года.

### Android 14
8 февраля 2023 года Google выпустила Android 14 Developer Preview. Android 14 получило кодовое название Upside Down Cake. Стабильная версия Android 14 вышла 4 октября 2023 года.

### Android 15
16 февраля 2024 года Google представила первую тестовую версию Android 15 для Pixel 6, Pixel 6 Pro, Pixel 6a, Pixel 7, Pixel 7 Pro, Pixel 7a, Pixel Tablet, Pixel Fold, Pixel 8 и Pixel 8 Pro. Android 15 получил «десертное» название Vanilla Ice Cream («Ванильное мороженое»). Презентация новой версии Android состоялась на конференции I/O 2024, которая прошла в мае.
Бета-версия Android 15 стала доступна в мае 2024 года. Финальная версия Android 15 вышла 3 сентября 2024 года.

### Android 16
10 июня 2025 года компания Google выпустила финальную версию Android 16 

## Применение

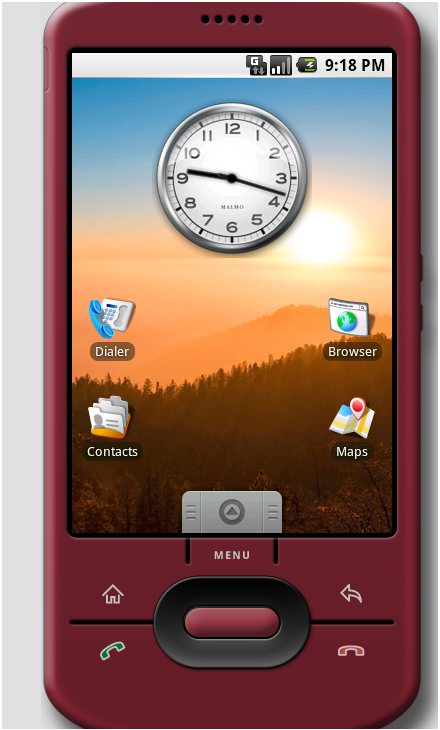
Рабочий стол ОС Android 1.5 в эмуляторе

### Смартфоны Google и множества других разработчиков
Первым устройством, работающим под управлением Android, стал разработанный компанией HTC смартфон HTC Dream (официально выпущен сотовым оператором T-Mobile под названием T-Mobile G1), презентация которого состоялась 23 сентября 2008 года. Вскоре последовали многочисленные заявления других производителей смартфонов о намерении выпустить устройства на базе Android. В России первым Android-смартфоном, поступившим в продажу (июль 2009 года), стал Highscreen PP5420. С выходом Android третьей версии (Honeycomb), ориентированной на планшеты, всё больше производителей стало объявлять и о выпуске планшетов на этой платформе. Также компания Google в сотрудничестве с разными компаниями выпускала собственные устройства в серии «Google Nexus». Именно эти устройства первыми получают обновления до новых версий. Начиная с 2016 года линейку смартфонов Nexus заменили устройства собственного производства Google под именем «Google Pixel».

### Фоторамка, часы, фотокамера
Кроме смартфонов и планшетов, операционную систему Android устанавливают и на другие устройства. Так, в конце 2009 года появилась в продаже первая фоторамка, работающая на Android. В июне 2011 года итальянская компания Blue Sky анонсировала выпуск интеллектуальных наручных часов i’m Watch под управлением ОС Android. В августе 2012 года Nikon представила первую в мире фотокамеру, которая также работает на Android. В серии «Google Nexus» присутствуют не только смартфоны и планшеты, но и медиаплеер Nexus Q, работающий на Android и Nexus Player.

### Смартфоны, созданные для других операционных систем
Кроме того, энтузиасты портировали Android на ряд известных устройств, среди которых, например, смартфоны на платформе Windows Mobile HTC Touch Dual и HTC TyTN II, на которых Android был запущен в режиме эмуляции. Также было осуществлено полноценное портирование на такие устройства, как интернет-планшеты, работающие на Maemo, — Nokia N810 и Nokia N900 (порт под названием Nitdroid), на смартфоны Nokia N9, работающие на платформе MeeGo, и HTC HD2, работающий на операционной системе Windows Mobile, на котором ОС Android можно запускать как с microSD-карты, так и с внутренней NAND-памяти. При этом установленная система имеет полную, ничем особо не ограниченную функциональность. Помимо этого, есть удачный опыт установки Android на некоторые устройства Apple — iPhone, iPod Touch и iPad с помощью специальной программы под названием Openiboot, которая предназначена для запуска на данных устройствах разнообразных ОС, в том числе и Android. Вышли прошивки с ограниченной функциональностью на устройствах на операционной системе Bada. Компания Koolu не только занялась портированием Android на Neo FreeRunner, но и строила свой бизнес на продаже этих смартфонов с предустановленной мобильной платформой от Google. Первый официальный и общедоступный бета-релиз порта Android на Neo FreeRunner от Koolu состоялся в декабре 2008 года. Также Android портирован на архитектуру x86.

### Общее количество устройств
В октябре 2012 года исполнительный директор компании Ларри Пейдж сообщил, что было активировано уже более 500 миллионов смартфонов и планшетов на базе Android, а также заявил, что ежедневно активируется 1,3 миллиона устройств на базе этой операционной системы. В начале сентября 2013 года было объявлено о том, что в мире уже активировано свыше миллиарда устройств на Android. 29 сентября 2015 года СЕО Google Сундар Пичаи отметил, что число пользователей устройств на базе Android превысило 1,4 млрд. В мае 2017 года компания сообщила о 2 миллиардах активированных Android-устройств. На май 2021 число устройств превысило 3 млрд.

## Программное обеспечение

### Стандарты и форматы
Приложения под операционную систему Android являются программами в нестандартном байт-коде для виртуальной машины Dalvik, для них был разработан формат установочных пакетов .APK. Для работы над приложениями доступно множество библиотек: Bionic (библиотека стандартных функций, несовместимая с glibc); мультимедийные библиотеки на базе PacketVideo OpenCORE (поддерживают такие форматы, как MPEG-4, H.264, MP3, AAC, AMR, JPEG и PNG); SGL (движок двухмерной графики); OpenGL ES 1.0 ES 2.0 (движок трёхмерной графики); Surface Manager (обеспечивает для приложений доступ к 2D/3D); WebKit (готовый движок для веб-браузера; обрабатывает HTML, JavaScript); FreeType (движок обработки шрифтов); SQLite (легковесная СУБД, доступная для всех приложений); SSL (протокол, обеспечивающий безопасную передачу данных по сети). По сравнению с обычными приложениями Linux, приложения Android подчиняются дополнительным правилам: Content Providers — обмен данными между приложениями; Resource Manager — доступ к таким ресурсам, как файлы XML, PNG, JPEG; Notification Manager — доступ к строке состояния; Activity Manager — управление активными приложениями.
В Android 4.4 появилась возможность сменить виртуальную машину Dalvik на ART (Android Runtime). ART отличается повышенной скоростью загрузки приложения. Проработан механизм оптимизации памяти.
В Android 5 перерисован дизайн, базирующийся на концепции Material Design, добавлен режим энергосбережения Project Volta, выбор машины пропал, вместо Dalvik стала использоваться ART.
В Android 6 появился интеллектуальный режим расхода энергии Doze и запрет выхода в Интернет и работы в фоне давно не используемых приложений App Standby.
В Android 7 появилась поддержка Vulkan.

### Открытая или закрытая операционная система?

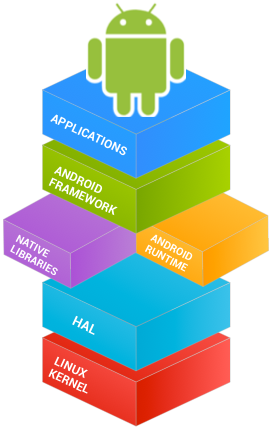
Стек проекта Android с открытым исходным кодом

Исходный код Андроида доступен на сайте проекта Android Open Source Project (AOSP)
, который поддерживается Google.
Код, присутствующий на AOSP, используется в смартфонах Nexus, а также в серии смартфонов
Android One — это модели, производимые другими компаниями, но поддержанные маркетингом Google.
Код, доступный на AOSP, дорабатывается производителями аппаратуры (OEM) для выпускаемых моделей, чтобы иметь совместимость с конкретными аппаратными решениями, которые они используют. Исходный код Google не содержит всех необходимых драйверов для этого. В результате, реальные поставляемые устройства на Андроиде содержат смесь из программного обеспечения с открытым кодом и закрытым кодом. Например, собственные сервисы Google (Play Market, Services, Maps, Chrome), которые поставляются с большинством смартфонов, также попадают в закрытую категорию.

### Инструменты разработчика
Google предлагает для свободного скачивания инструментарий для разработки (Software Development Kit), который предназначен для x86-машин под операционными системами Linux, macOS (10.4.8 или выше), Windows XP, Windows Vista и Windows 7. Для разработки требуется JDK 5 или более новый.
Разработку приложений для Android можно вести на языке Java (не ниже Java 1.5). Существует плагин для Eclipse — Android Development Tools (ADT), предназначенный для Eclipse версий 3.3—3.7. Также существует плагин для IntelliJ IDEA, облегчающий разработку Android-приложений, и для среды разработки NetBeans IDE, который, начиная с версии NetBeans 7.0, перестал быть экспериментальным, хоть пока и не является официальным. Кроме того, существует Motodev Studio for Android — комплексная среда разработки на базе Eclipse, позволяющая работать непосредственно с Google SDK.
В 2009 году в дополнение к ADT был опубликован Android Native Development Kit (NDK) — пакет инструментариев и библиотек, позволяющий реализовать часть приложения на языке C/C++. NDK рекомендуется использовать для разработки участков кода, критичных к скорости.

В 2013 году Google представила новую среду разработки Android Studio, основанную на IntelliJ IDEA компании JetBrains.

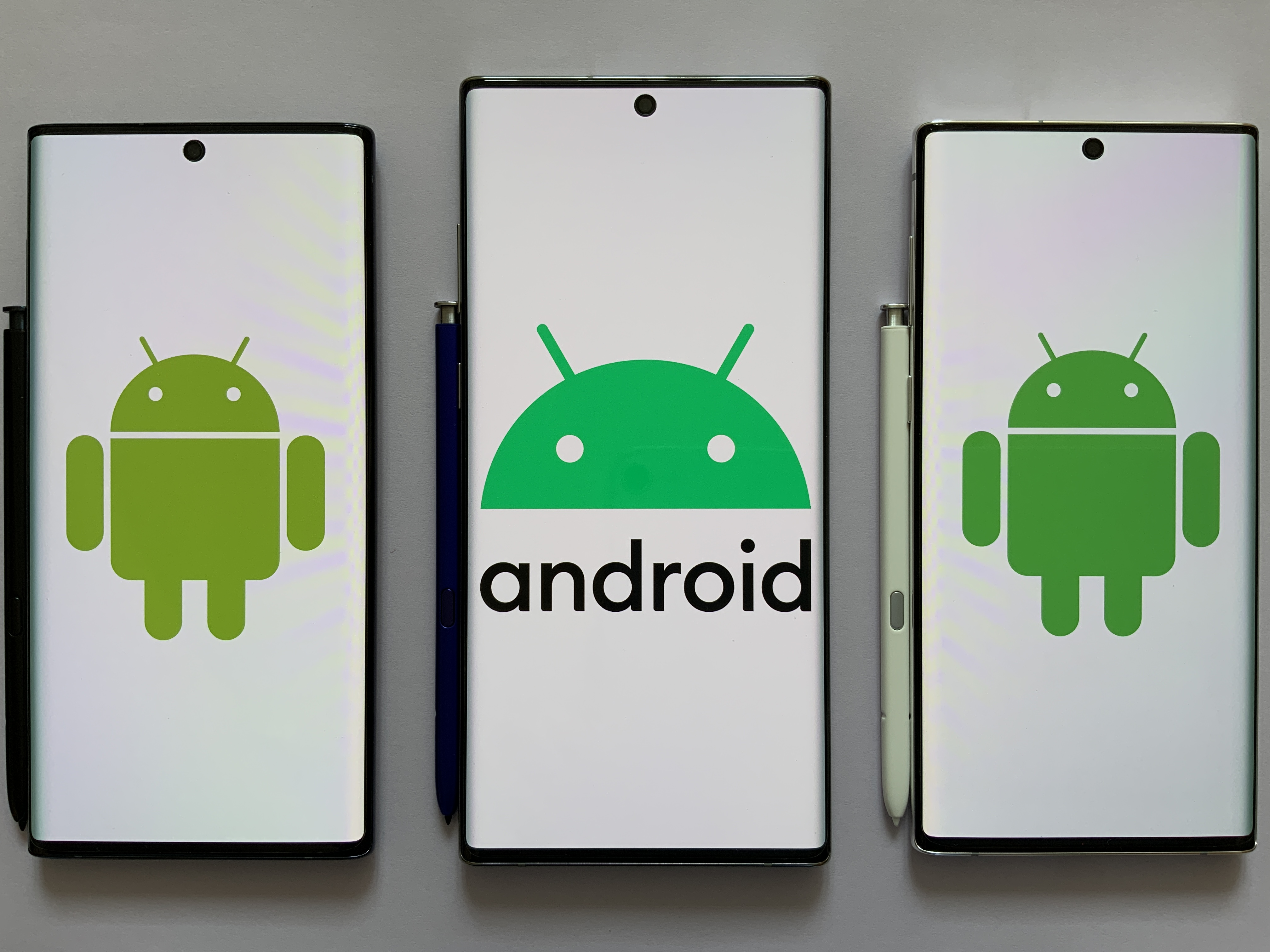
Экраны загрузки ранних версий Google Android

В 2013 году состоялся релиз Embarcadero RAD Studio — XE5. Возможность разработки нативных приложений для платформы Android. Процесс создания Android-приложения не требует дополнительных устройств, кроме, собственно, Android-устройства (в принципе, можно обойтись и эмулятором).

### Конкурс Android Developer Challenge
Для стимулирования разработчиков в ноябре 2007 года компания Google объявила конкурс Android Developer Challenge с призовым фондом в 5 млн долларов. Участникам конкурса предлагалось создать любое приложение из самых разных областей — социальные сети, работа с информацией различного типа, игры и т. д. Мероприятия конкурса ADC проходили в 2008 году и закончились награждением 50 финалистов крупными денежными призами (25—275 тыс. долларов).
27 мая 2009 года был объявлен новый конкурс ADC2 с призовым фондом в 2 млн долл. (главный приз — 250 тыс. долл.). Подача приложений на конкурс продолжалась с 24 по 31 августа 2009 года. С 24 сентября по 6 октября в рамках первого раунда ADC2 пользователи путём голосования отбирали приложения для участия во втором раунде. 5 ноября был опубликован список из 200 лучших приложений (по 20 приложений в каждой из 10 категорий), попавших во второй раунд, и началось голосование пользователей за эти приложения. 24 ноября голосование во втором раунде было закрыто, начал работу специальный комитет судей-экспертов, которые с учётом мнения пользователей отбирали лучшие приложения. 30 ноября был опубликован список победителей конкурса.

### Магазин приложений «Google Play»
22 октября 2008 года Google объявила об открытии онлайн-магазина приложений для ОС Android — Android Market. По соглашению, разработчики получают 70 % прибыли, операторы сотовой связи — 30 %. В феврале 2009 года для разработчиков из США и Великобритании появилась возможность брать плату за свои приложения в Android Market.
Компания Sony Ericsson первой запустила собственный канал в онлайн-магазине приложений Android Market. В нём представлены приложения и игры, которые рекомендованы компанией.
На декабрь 2011 года с момента создания Android Market было скачано 10 млрд приложений, а в июне 2012 года — 20 млрд.
В марте 2012 года компания Google объединила мультимедийные сервисы «Книги», «Android Market», «Музыка» и другие в единый сервис Google Play. Интернет-магазин Google Play работает в 190 странах и насчитывает более 700 тысяч приложений, а за время работы сервиса набралось около 25 млрд скачиваний.
В мае 2017 года на конференции I/O был анонсирован набор сервисов Google Play Protect, предназначенный для защиты устройств с поддержкой сервисов Google Play.

### Исходный код
22 октября 2008 года альянс Open Handset Alliance опубликовал исходный код платформы Android на открытом исходном коде Android: и операционная система, и промежуточное ПО (middleware), и основные конечные приложения, написанные на Java. Общий объём исходного кода Android составил 2,1 ГБ. «Предпочтительной лицензией» на исходный код Android является лицензия Apache 2.0.
После выпуска Android 3.0 «Honeycomb» президент мобильного подразделения Google Энди Рубин заявил о том, что открытие исходного кода новой версии системы будет отложено по причине того, что система была плохо готова для запуска на коммуникаторах и требует значительных оптимизаций. Это решение вызвало критические оценки аналитиков: например, обозреватель ZDNet Кристофер Доусон назвал такой ход Google разочаровывающим. Но, согласно данным компанией обещаниям, Google открыла осенью 2011 года исходные коды следующей версии системы — Android 4.0 Ice Cream Sandwich.

### Заявления о нарушении прав от Oracle
Oracle обвинила Google в нарушении прав интеллектуальной собственности на Java и направила соответствующий иск в суд. Подобные претензии к компании Google предъявили юристы компании Brown Rudnick LLP, обвинив разработчиков в том, что они нарушают лицензию GPL2 своей библиотекой Bionic. Данное заявление вызвало неоднозначную реакцию в прессе, при этом ряд экспертов пришёл к предварительному выводу, что обвинения, возможно, преждевременны.
31 мая 2012 года судья Уильям Алсуп вынес решение по поводу правомерности претензий Oracle на обладание авторскими правами на 37 API, которые использует Google в платформе Android и дают возможность разработчикам создавать совместимые с Java коды. Согласно вердикту судьи, интерфейсы API, которые являются предметом рассмотрения в споре Oracle — Google, не могут быть объектом защиты авторского права: «Поскольку специфический код, используемый при реализации методики, различается, каждый в соответствии с законом об охране авторских прав может написать свой собственный код для выполнения точно такой же функции или спецификаций, или же других методов, используемых в Java API. Не имеет значения, что декларации или заглавные строки методики являются идентичными. Когда существует лишь один путь для воплощения идеи или функции, каждый волен делать это, и никто не вправе монополизировать данный способ воплощения». Впрочем, после апелляции в вышестоящей инстанции корпорации Oracle удалось добиться отмены трактовок касательно защиты интерфейсов программирования авторским правом, и дело вернулось на пересмотр с учётом вердикта Апелляционного суда.
В 2016 году Oracle увеличила сумму иска к Google с 1 до 9,3 млрд долларов США. В конце мая 2016 года суд присяжных вынес решение в пользу Google, но Oracle собирается обжаловать решение жюри.

### Оболочки и Android-подобные ОС

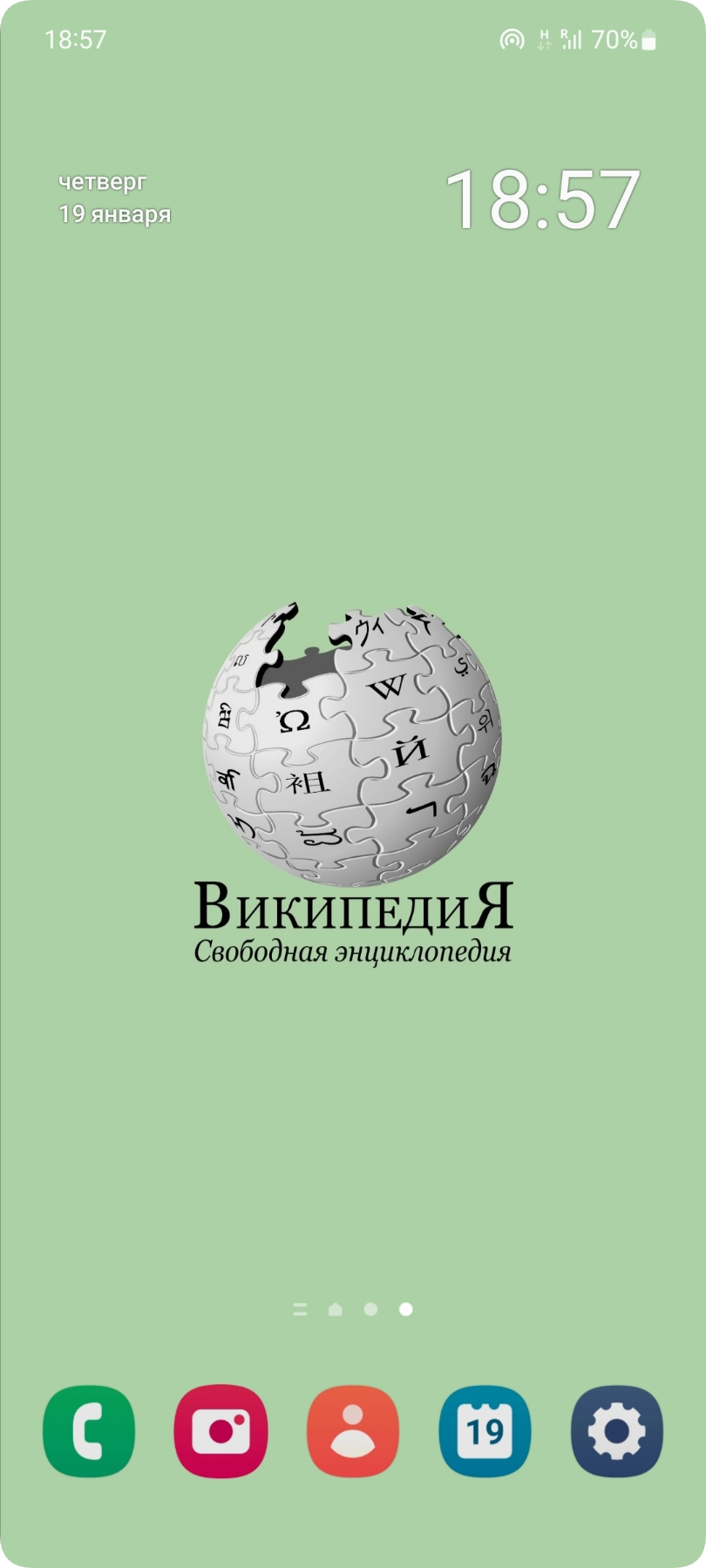
One UI

Существует бесчисленное количество операционных систем на основе открытого исходного кода Android (форков), в сообществе их называют «оболочки Android». Данные продукты в основном разрабатываются производителями мобильных телефонов и планшетов для дополнения системы новым функционалом, улучшения качества работы своих устройств и другой модификации системы под свои нужды, внедрения в систему своих сервисов вместо Google Play Services, которые собирают личную информацию о пользователях, например о перемещении пользователя в реальном времени, что привело к судебному разбирательству, своей собственной поддержки операционной системы, например — своих обновлений, которые могут не зависеть от версии Android и предоставлять один и тот же функционал на разных версиях Android. Большинство оболочек Android предоставляет свои алгоритмы безопасности пользователей, но в то же время использует патчи безопасности для Android. На оболочках Android, так же, как и на большинстве других Unix-подобных операционных систем, можно получить root-доступ (права суперпользователя), но это автоматически ставит устройство под угрозу, так как, если вирусное ПО получит доступ к правам суперпользователя, оно может сильно повредить устройство, как программно, так и физически; также неопытный пользователь может повредить устройство самостоятельно, поэтому разработчики отключают возможность получить права суперпользователя и блокируют загрузчик у своих устройств, а при их использовании производитель имеет право аннулировать гарантию и отказать в дальнейшей поддержке устройства. Также при разблокировке загрузчика устройства, если такая возможность представлена производителем, смартфон теряет безопасность, злоумышленник может прошить смартфон на модифицированную прошивку без алгоритмов защиты операционной системы от кражи или прошить прошивку на базе другой оболочки Android.

## Достоинства
- Некоторые обозреватели отмечают, что Android проявляет себя лучше одного из своих конкурентов, Apple iOS, в ряде особенностей, таких как веб-сёрфинг, интеграция с сервисами Google и прочих[126]. Также Android, в отличие от iOS, является открытой платформой, что позволяет реализовать функции большему числу разработчиков.
- Несмотря на изначальный запрет на установку программ из «непроверенных источников» (например, с карты памяти), это ограничение отключается опцией во встроенном приложении «Настройки», что позволяет устанавливать программы без интернет-подключения и без аккаунта Google, а также бесплатно писать приложения для Android и тестировать их на своём устройстве.
- Android доступен для различных аппаратных платформ, таких как ARM, MIPS, x86.
- Существуют альтернативные Google Play магазины приложений, такие как Amazon Appstore, Uptodown App Store, Opera Mobile Store, GetApps, Mobogenie, F-Droid, 1Mobile Market, Meizu Appstore, AppGallery, Aurora Store, Aptoide, App market, Samsung Galaxy Store, RuStore.
- В версии 4.3 введена поддержка многопользовательского режима[127].

## Критика
- В сертифицированных Android-устройствах есть сервисы Google, обеспечивающие возможность передачи идентификационной информации на серверы компании, например информации о перемещении пользователя в реальном времени.
- В версии Android 1.6 разработчики добавили Native Development Kit[128], который позволяет писать собственные низкоуровневые модули для системы на языках C/C++, опираясь на стандартные Linux-библиотеки. Хотя, например, стандартная библиотека языка Си на платформе Android, известная как Bionic, как раз не является стандартной и полностью совместимой с libc.
- Для доступа к Google Play и другим сервисам Google необходимо использовать проприетарные приложения, которые производитель телефона имеет право устанавливать на телефон только после заключения контракта с Google[129].
- Конкуренты Android выступили с критикой платформы, обвиняя её в чрезмерной фрагментации, создающей препятствия разработчикам[130][131]. Но Google отвергла все обвинения, заявив, что никаких подобных проблем нет[132].
- Подверглось критике решение Google не размещать в широком доступе код Android 3.0 Honeycomb, доступный только для участников Open Handset Alliance или по индивидуальному запросу после подписания соглашения. Google мотивирует это неготовностью платформы и мерой предупреждения небрежной её реализации[133]. Ричард Столлман заявлял, что «всё просто и ясно: за исключением ядра Linux, Android 3 представляет собой несвободный софт» и «несмотря на то, что телефоны с Android на сегодняшний день не так плохи, как смартфоны Apple или Windows, нельзя сказать, что они уважают вашу свободу»[134]. В настоящий момент Google открыл исходный код для всех версий Android[135] вплоть до 13, а также отправил в Linux все изменения, в соответствии с GPL[136].
- По данным Lookout Security Mobile, за 2011 год у пользователей Android-смартфонов было украдено около миллиона долларов США (напр., отправка СМС без ведома владельца телефона)[137].
- Android (как и iOS) не поддерживает атрибут download, используемый в HTML для загрузки файлов из Интернета[138].

## Награды и достижения
Издание PC Magazine присвоило операционной системе Android 4.0 Ice Cream Sandwich награду «Выбор редакции», отметив, что новая версия ОС принесла платформе множество улучшений, в том числе устранив различия между смартфонной и планшетной системами.
В марте 2012 года газета «Ведомости» сообщила, что Android смог выиграть российский рынок планшетных компьютеров у своего главного конкурента — Apple. Причиной тому аналитики назвали то, что Apple задерживает премьеры своих устройств на несколько месяцев. Одновременно с этим покупателям предлагались их «андроидные» аналоги по более низкой цене.
Android 4.0 Ice Cream Sandwich получила «золото» за лучшую платформу на 2012 User Experience Awards.